# 심우연
심우연(沈愚燃, 1985년 4월 3일 ~ )은 대한민국의 축구 선수로 포지션은 센터백과 타겟형 스트라이커를 모두 소화하는 멀티플레이어이다.

## 클럽 경력
2006년 FC 서울에서 데뷔하여 그 해 리그컵을 포함하여 9경기를 뛰었고, 2007년 리그컵을 포함하여 15경기를 뛰었다.
2010년 전북 현대 모터스로 이적하였다. 2010 AFC 챔피언스리그 조별 예선 페르시푸라 자야푸라와의 경기에서 3골을 몰아넣으며 프로 데뷔 후 첫 해트트릭을 기록하였다. 같은 해 7월 10일 당시 전북의 감독이었던 최강희 감독의 권유로 센터백으로 포지션을 변경하였고 대구와의 리그 경기에서 부상 당한 이요한을 대신하여 출전하며 센터백으로 첫 경기를 소화하였다. 이후 센터백으로 꾸준히 출전하며 전북의 수비에 힘을 실었고 2011 시즌 리그 우승과 2011 ACL 준우승에 기여하였다.
2013년 성남 일화로 이적하였으나 2013 시즌 리그 11경기 출전에 그친 데 이어 2014 시즌엔 5경기에 출전하는 등 주전 자리 확보에 실패하였다.
2016년 2월, 친정팀인 FC 서울로의 이적을 발표하였지만, 과거 FC 서울팬들을 상대로 했던 도발적인 세레머니 탓에 많은 FC 서울팬들이 반발하기도 하였다.
2018년에
```
K3리그
 
화성 FC
에 입단하였다.
```

## 국가대표팀 경력
2005년 FIFA 세계 청소년 축구 선수권 대회 본선에 출전하였으며 그 후 2008년 하계 올림픽 예선에서 뛰었지만, 십자인대 부상으로 최종 명단에서는 제외되었다. 2012년 8월 10일 발표된 잠비아와의 A매치 소집 명단에 포함되었다. 후반 22분 이근호를 대신해서 투입되었으며 이 투입으로 A매치 데뷔전을 치렀다.

## 그 외
FC 서울에 몸담고 있던 시절 경남 FC와의 경기가 끝난 후 본인의 미니홈피에 경남을 비하하는 발언을 남겨 논란이 되기도 하였다.
SBS 캐스터 조민호가 전북의 2011 ACL 경기를 중계하며 심우연이 공중볼을 따낼 때마다 "공중에는 심우연"이라는 말을 연발하기 시작한 것을 시작으로 '공중에는 심우연'이라는 별명을 얻었다.
후반 42분 결승골을 넣은 전북 공격수 심우연(25)은 자신의 오른손을 머리에 갖다댔다. 손가락 두 개를 편 모양이 권총을 연상시켰다. 경기 후 심우연은 "이제 FC 서울의 심우연은 죽었다는 걸 세상에 알리고 싶었다"며 올 시즌 첫 골의 감격에서 쉽사리 벗어나지 못했다.

## 경력 목록

### 클럽 경력
- 2006년 ~ 2009년  FC 서울
- 2010년 ~ 2012년  전북 현대 모터스
- 2013년 ~ 2015년  성남 일화 천마 / 성남 FC
- 2016년 ~ 2017년  FC 서울
- 2018년 ~ 현재  화성 FC

## 수상 내역

### 클럽
- K리그 클래식
  - 우승 2회 : K리그 클래식